# Gannawarra
Gannawarra är en region i Australien. Den ligger i delstaten Victoria, omkring 250 kilometer nordväst om delstatshuvudstaden Melbourne. Antalet invånare är 10 326.
Följande samhällen finns i Gannawarra:
- Kerang
- Cohuna
- Koondrook

Omgivningarna runt Gannawarra är i huvudsak ett öppet busklandskap. Runt Gannawarra är det mycket glesbefolkat, med 3 invånare per kvadratkilometer. Genomsnittlig årsnederbörd är 389 millimeter. Den regnigaste månaden är februari, med i genomsnitt 51 mm nederbörd, och den torraste är januari, med 11 mm nederbörd.